# Sinful
Albums de Angel
White Hot
(1978) Live Without a Net
(1980)
Singles
1. Don't Take Your Love
Sortie : 1979

Sinful est le cinquième album studio du groupe de glam rock américain, Angel. Il est sorti en janvier 1979 sur le label Casablanca Records et a été produit par Eddie Leonetti.

## Historique
En automne 1978, Le groupe retourne en studio pour enregistrer son cinquième album studio, toujours avec le producteur Eddie Leonetti. La face 1 fut enregistrée aux Davlen Sound Studios de North Hollywood et a The Record Plant à  Los Angeles. La Face 2 fut enregistrée au Civic Auditorium de Santa Monica
L'album fut d'abord intitulé Bad Publicity et la pochette représentait les cinq membres du groupe sans leurs tenues de scène blanches . Mais sous la pression du président du label Casablanca, l'album fut rebaptisé Sinful et les musiciens retrouvèrent leur traditionnelle tenue blanche sur la pochette de l'album . La musique du groupe tourne définitivement le dos à celle de leurs débuts et est clairement orientée vers une pop musique qui se veut commerciale. Mais l'album sera un échec commercial et ne resta classé que cinq semaines au Billboard 200 et atteindra une modeste 159e place.
À la fin de 1978 le groupe prend aussi le temps de tourner dans le film Foxes et de composer deux titres, 20th Century Foxes et Virginia qui seront inclus dans la bande son original. Le groupe aura un role mineur, on le verra brièvement interpréter 20th Century Foxes en concert. Ce titre aura un parfum disco, collant parfaitement à la bande son composée majoritairement par Giorgio Moroder. On retrouvera ces deux titres sur la réédition en Cd de 1992.

## Liste des titres
Face 1
| No | Titre                | Auteur                       | Durée |
| -- | -------------------- | ---------------------------- | ----- |
| 1. | Don't Take Your Love | Frank DiMino, Gregg Giuffria | 3:31  |
| 2. | L.A. Lady            | Punky Meadows                | 3:47  |
| 3. | Just Can't Take It   | DiMino, Meadows              | 3:43  |
| 4. | You Can't Buy Love   | DiMino, Barry Brandt         | 3:37  |
| 5. | Bad Time             | DiMino, Giuffria             | 3:41  |

Face 2
| No  | Titre                                   | Auteur                          | Durée |
| --- | --------------------------------------- | ------------------------------- | ----- |
| 6.  | Waited a Long Time                      | DiMino, Brandt                  | 3:31  |
| 7.  | I'll Bring the Whole World To Your Door | DiMino, Meadows, Eddie Leonetti | 2:52  |
| 8.  | I'll Never Fall in Love Again           | Giuffria                        | 3:34  |
| 9.  | Wild and Hot                            | Meadows                         | 2:57  |
| 10. | Lovers Live On                          | Meadows, Felix Robinson         | 2:57  |

Titres Bonus réédition 1992
| No  | Titre              | Auteur           | Durée |
| --- | ------------------ | ---------------- | ----- |
| 11. | 20th Century Foxes | DiMino, Giuffria | 5:23  |
| 12. | Virginia           | Meadows          | 3:58  |

## Musiciens
- Frank DiMino: chant, chœurs
- Gregg Giuffria: claviers, synthétiseurs
- Punky Meadows: guitare électrique et acoustique
- Barry Brandt: batterie, percussions, syndrum, chœurs
- Felix Robinson: basse, basse 6-cordes, chœurs